# Le memorie di Sherlock Holmes
Le memorie di Sherlock Holmes (The Memoirs of Sherlock Holmes, 1893 ma datata 1894) è una raccolta di 11 racconti di Arthur Conan Doyle, editi originariamente sullo Strand Magazine dal dicembre 1892 al dicembre 1893 col titolo The Adventures e numerati dal 13 al 24. Il protagonista è per l'appunto Sherlock Holmes, il suo personaggio più famoso. È la seconda raccolta di storie brevi della serie, apparse come la prima con le illustrazioni di Sidney Paget. Nelle intenzioni dell'autore avrebbe dovuto concludere le storie del detective, con la morte di Holmes nel racconto The Final Problem. Ma le richieste e le proteste dei lettori portarono infine Doyle a far "resuscitare" il personaggio in nuovi romanzi e racconti.
Il racconto L'avventura della scatola di cartone, non apparso nella prima edizione britannica, benché facente parte della serie di 12 pubblicata su The Strand Magazine, uscì invece nella prima edizione USA, sebbene venisse subito espunto nelle edizioni successive. I motivi dell'esclusione sono incerti: fatto sta che finì poi in un'altra raccolta di racconti, L'ultimo saluto di Sherlock Holmes.
La si può considerare, e non a torto, una raccolta memorabile. Vi sono infatti all'interno dei racconti alcuni fatti notevoli di un certo interesse. Innanzitutto i due racconti La faccia gialla e Il cerimoniale dei Musgrave sono casi atipici, in cui nonostante alcuni errori e incertezze di Holmes, la verità, alla fine, viene a galla. Inoltre ne Il trattato navale, vengono citati altri due casi del detective: L'avventura della seconda macchia e L'avventura di Black Peter pubblicati ne Il ritorno di Sherlock Holmes.
I due racconti Il mistero della Gloria Scott e Il cerimoniale dei Musgrave hanno come protagonista un Holmes giovane ancora alle prime armi, che risolve alcuni casi in cui sono stati coinvolti suoi vecchi compagni di scuola.
È poi lo stesso Holmes a raccontare a Watson queste sue avventure in modo che le trascriva insieme agli altri racconti in cui entrambi compaiono come protagonisti.
Fa poi la sua prima apparizione Mycroft Holmes, fratello maggiore di Sherlock, nel racconto L'avventura dell'interprete greco.

## Racconti

### Barbaglio d'Argento(Silver Blaze)
Il racconto, pubblicato nel dicembre del 1892 nello Strand Magazine, si svolge a Dartmoor, dove Holmes e Watson tentano di risolvere il caso della misteriosa scomparsa di Silver Blaze (un famoso cavallo da corsa) e la morte del suo allenatore, il signor John Straker. La polizia ritiene che il colpevole sia il giovane Fitzroy Simpson, ma Holmes è convinto che gli indizi a suo carico, per quanto schiaccianti, non siano sufficienti. Dopo una breve indagine nella brughiera circostante Holmes e Watson trovano le impronte del cavallo e seguendole giungono alle vicine scuderie Capleton, dove Holmes riesce a far confessare l'anziano proprietario Silas Brown di aver trovato il cavallo che vagava nei campi, e di averlo nascosto per impedire che corresse alla Wessex Cup, nella quale era considerato favorito. Anche il mistero della morte dell'allenatore viene presto risolto: l'assassino è lo stesso Silver Blaze. L'allenatore infatti desiderava che il cavallo venisse sconfitto nella corsa per poter guadagnare dalle scommesse, per questo motivo lo aveva condotto nella brughiera per praticargli un'incisione nella coscia, ma il cavallo spaventato lo aveva colpito alla testa con un calcio.

### La faccia gialla(The Adventure of the Yellow Face)
Il racconto, pubblicato nel febbraio del 1893 nello Strand Magazine, tratta del caso del signor Grant Munro, che si presenta a Holmes per chiedere consiglio sullo strano comportamento di sua moglie Effie, la quale aveva iniziato ad allontanarsi di casa, anche nel cuore della notte, per recarsi nella casa dei vicini recentemente affittata da una vecchia signora e uno strano essere con la faccia gialla. Grant, insieme ai due amici, si reca nella casa per risolvere il mistero, ma sarà la stessa Effie a dare spiegazioni: la casa era stata affittata da lei per nascondere sua figlia, nata dal precedente matrimonio con un uomo afroamericano. La bambina veniva coperta con la maschera gialla in modo tale da celare ai vicini il colore della sua pelle, poiché Effie aveva paura che il marito scoprendola potesse abbandonarla. Il signor Munro decide invece di accogliere la bambina a casa sua.

### L'impiegato dell'agenzia di cambio(The Adventure of the Stockbroker's Clerk)
Il racconto, pubblicato nel marzo del 1893 nello Strand Magazine, si svolge a Birmingham dove Holmes e Watson si recano per aiutare il signor Hall Pycroft, impiegato nel campo finanziario. Dopo essere stato licenziato dalla banca per la quale lavorava, Hall riesce a ottenere un lavoro in un prestigioso istituto di credito, ma la sera stessa in cui ottiene il posto riceve una visita da un agente finanziario, Arthur Pinner, che cerca di dissuaderlo da accettare l'incarico, proponendogli un impiego meglio retribuito nella società di suo fratello, Henry Pinner. Il signor Pycroft accetta l'offerta e si reca al lavoro presso il fratello dell'agente, ma l'unica mansione che gli viene affidata è quella di copiare indirizzi dall'elenco telefonico di Parigi. Il signor Pycroft scopre che Harry ed Arthur Pinner sono la stessa persona, e grazie all'aiuto di Holmes e Watson riesce a impedire al malfattore di suicidarsi. Il signor Pinner era in realtà il membro di una banda che aveva ordito un piano per svaligiare l'istituto di credito: mentre Pinner teneva occupato Pycroft uno dei membri della banda ne aveva rubato l'identità per poter entrare indisturbato nella banca.

### Il mistero della Gloria Scott(The Adventure of the Gloria Scott)
Il racconto, pubblicato nell'aprile del 1893 nello Strand magazine, parla della prima indagine di Holmes, quando da giovane si recò a Donnithrope nel Norfolk per trascorrere le vacanze a casa del suo amico Victor Trevor. L'ultimo giorno di vacanza a casa Trevor giunge un marinaio di nome Hudson, che si rivela una vecchia conoscenza del padre di Victor. L'anziano Trevor sconvolto dalla visita fa di tutto per accontentare i desideri del marinaio assumendolo addirittura come maggiordomo. In seguito a una lite fra Victor e il marinaio, che provoca l'allontanamento di quest'ultimo, il vecchio Trevor si ammala e muore per la disperazione. Holmes e Victor durante le indagini scoprono una lettera nella quale il vecchio Trevor spiega che in passato era stato arrestato per truffa e deportato in Australia in un brigantino di nome Gloria Scott. I prigionieri, con a capo un tale Jack Prendergast erano riusciti a prendere possesso della nave, ma il vecchio Trevor e altri compagni si erano tirati indietro, rifiutandosi di uccidere tutta la ciurma, per questo erano stati abbandonati su una scialuppa. Poco dopo la Gloria Scott era affondata e Trevor e i compagni erano riusciti a metter in salvo solo il marinaio Hudson. Temendo che potesse svelare il suo segreto Trevor aveva deciso di assecondare ogni suo desiderio fino a morire.

### Il cerimoniale dei Musgrave(The Adventure of the Musgrave Ritual)
Il racconto, pubblicato nel maggio 1893 nello Strand Magazine, tratta del caso di Reginald Musgrave, che chiede aiuto a Holmes per risolvere il mistero della sparizione di due suoi collaboratori domestici: il maggiordomo Brunton e una cameriera. Musgrave aveva licenziato il maggiordomo poiché aveva letto un documento segreto della famiglia, Il cerimoniale dei Musgrave, contenente un enigma in versi del XVII secolo. Brunton aveva chiesto un periodo di tempo prima di essere licenziato ma pochi giorni dopo era scomparso, e la cameriera, Rachel Howells, ex amante di Brunton, era scomparsa poco dopo di lui. Reginald Musgrave aveva avviato le ricerche dragando il fiume vicino, ma aveva trovato solo un sacchetto con delle parti metalliche. Holmes esaminando il cerimoniale capisce che si tratta di una serie di istruzioni per trovare qualcosa, e probabilmente anche Brunton era riuscito a risolvere l'enigma. Holmes decide di recarsi nel luogo indicato dal documento portando con sé la polizia, sul posto però troveranno il cadavere di Brunton, morto soffocato. Brunton probabilmente, capendo di non riuscire a sollevare da solo la porta del nascondiglio, aveva coinvolto la sua ex amante nella ricerca, e questa lo aveva abbandonato all'interno dopo che la porta si era richiusa. Dopo aver analizzato i pezzi di metallo trovati nel fiume, Holmes afferma che potrebbero appartenere alla corona di re Carlo I d'Inghilterra, e che il rituale fosse una guida per recuperarlo, ma probabilmente, il primo possessore era morto prima di poter spiegare il significato ai suoi successori..

### L'enigma di Reigate(The Adventure of the Reigate Squire)
Il racconto, pubblicato nel giugno 1893 nello Strand Magazine, si svolge a Reigate, nel Surrey, dove Watson e Holmes si trovano per trascorrere una vacanza ospiti del colonnello Hayter, amico di Watson. Durante il soggiorno si verifica un tentativo di furto ai danni del vecchio Acton e l'omicidio di William Kirwan, il cocchiere della famiglia Cunnigam (vicini di casa del colonnello). Holmes decide di partecipare alle indagini affiancando l'ispettore locale Forrester e scopre che i responsabili del furto e dell'omicidio sono i Cunnungham, padre e figlio, vicini di casa del vecchio Acton, con il quale avevano intrapreso una battaglia legale per determinare i confini delle rispettive proprietà. Il loro cocchiere William aveva seguito i suoi padroni la notte del furto e aveva cominciato a ricattarli e per questo venne ucciso.

### Il caso dell'uomo deforme(The Adventure of the Crooked Man)
Il racconto, pubblicato nel luglio del 1893 nello Strand Magazine, è ambientato a Aldershot dove Holmes e Watson indagano per risolvere il caso della morte del comandante James Barclay. L'uomo è stato trovato morto nel soggiorno di casa sua e tutti gli indizi sembrano accusare Nancy Devoy, sua moglie, trovata svenuta accanto al marito. Sarà un'amica di Nancy a dare la chiave del mistero a Holmes: il giorno della morte Nancy aveva incontrato un ex militare, Henry Wood, suo vecchio spasimante che tutti credevano morto da tempo. Henry Wood, interrogato da Holmes, racconterà di essere stato tradito da James Barclay, che lo aveva consegnato in mano nemica per poter sposare Nancy. La signora Devoy dopo aver saputo la verità aveva affrontato il marito, ma durante la lite era sopraggiunto Henry, e il signor James, sorpreso, era morto a causa di un colpo apoplettico.

### Il paziente interno(The Adventure of the Resident Patient)
Il racconto, pubblicato nell'agosto del 1893 nello Strand magazine, tratta del caso del dottor Percy Trevelyan, che si reca da Holmes per chiedere aiuto riguardo al suo padrone di casa, il signor Blessington, che teme di poter subire un furto all'interno del suo appartamento. Holmes intuisce che Blessington sta mentendo e si rifiuta di aiutarlo, e il giorno seguente il gentiluomo viene trovato morto, apparentemente suicida. Dopo aver raccolto gli indizi, Holmes scioglie il mistero: gli assassini sono due uomini che si fingevano pazienti del dottor Percy ma in realtà erano membri di una banda criminale - di cui in passato faceva parte anche Blessington - che cercavano vendetta per la morte di un altro componente della loro banda, Cartwright, condannato alla forca a causa della confessione di Blessington.

### L'avventura dell'interprete greco(The Adventure of the Greek Interpreter)
Il racconto, pubblicato il settembre 1893 nello Strand magazine, tratta del caso del signor Melas, un interprete greco che viene presentato a Holmes e Watson da Mycroft Holmes, il fratello del detective. Il signor Melas racconta di essere stato rapito per una notte da uno strano individuo, Harold Latimer, per essere condotto in una località sconosciuta, dove era stato costretto a fare da interprete a un uomo greco tenuto in ostaggio da Latimer. Il signor Latimer voleva convincere l'ostaggio, Paul Kratides, a firmare un testamento a favore di sua sorella Sophy Kratides, che era intenzionato a sposare. Dopo il colloquio Mycroft decide di mettere un annuncio sul giornale per rintracciare la giovane Sophy, ma l'unico risultato è quello di far rapire per una seconda volta il signor Melas. I fratelli Holmes insieme a Watson riusciranno a trovare la casa di Latimer e salvare in extremis il signor Melas, mentre Paul Kratides verrà trovato morto. Latimer e il suo complice riescono a fuggire insieme a Sophy prima dell'arrivo degli investigatori, ma dopo qualche tempo Holmes viene a sapere che i due uomini sono stati trovati morti in Ungheria.

### Il trattato navale(The Adventure of the Naval Treaty)
Il racconto, pubblicato nell'ottobre-novembre del 1893 nello Strand magazine, è ambientato a Woking, dove Holmes e Watson si recano per rispondere alla richiesta di aiuto del signor Percy Phelps, vecchio amico di Watson. Il signor Phelps, che ricopre un ruolo di rilievo al Foreign Office, racconta che gli era stato consegnato un importante documento da suo zio, membro del Gabinetto, in modo tale che potesse conservarlo e produrre una copia. Durante il lavoro però Percy si era allontanato dall'ufficio e il documento gli era stato rubato, inoltre, qualche settimana dopo, un uomo armato di coltello aveva cercato di introdursi a casa sua. Holmes si trova sommerso da indizi contrastanti e rivolge dapprima la sua attenzione al portiere dell'ufficio e a sua moglie, e successivamente allo zio di Percy. Solo appostandosi nel dintorni di casa di Percy riuscirà a scoprire che il documento si trova al suo interno, nascosto da Joseph Harrison, cognato di Percy. L'uomo aveva perso ingenti somme giocando in borsa e sperava di recuperare il denaro col furto del documento.

### L'ultima avventura(oIl problema finale) (The Final Problem)
Il racconto, pubblicato nel dicembre del 1893 nello Strand magazine, tratta del caso del professor Moriarty, il più famigerato e intelligente criminale di Londra. Holmes riuscirà a far arrestare tutta la sua banda, ma cadrà in un burrone durante la lotta con Moriarty.

## Edizioni italiane
- Le memorie di Sherlock Holmes, traduzione di Maria Gallone, Milano-Roma, Rizzoli, 1950. - Milano, Mondadori, 1960-2023.
- Le memorie di Sherlock Holmes, traduzione di Marika Boni Grandi e Alda Carrer, Collana Il Giallo Classico n.4, Milano, Garden Editoriale, ottobre 1989.
- Le memorie di Sherlock Holmes, in Tutto Sherlock Holmes, traduzione di Nicoletta Rosati Bizzotto, Roma, Newton Compton, 1991. [i passi citati qui sopra sono tratti da questa traduzione]
- Le memorie di Sherlock Holmes, Collana Grandi Gialli, Siena, Barbera, 2008, ISBN 978-88-789-9376-1. - Santarcangelo di Romagna, Rusconi, 2010-2018.
- in  Sherlock Holmes. Tutti i racconti, traduzione di Luca Lamberti (i.e., anonima redazionale), Collana ET Biblioteca, Torino, Einaudi, 2011.
- Le memorie di Sherlock Holmes, a cura di T. Alderighi Casati, Crescere, 2016.
- Le memorie di Sherlock Holmes, a cura di Giancarlo Carlotti, Collana UEF. I Classici, Milano, Feltrinelli, 2022, ISBN 978-88-079-0423-3.